# دانیار اوسنوف
دانیار اوسنوف (قرقیزی: Данияр Токтогулович Үсөнов؛ زادهٔ ۱۹۶۰) یک سیاست‌مدار اهل قرقیزستان است.وی از اکتبر ۲۰۰۹ تا آوریل ۲۰۱۰ نخست‌وزیر این کشور بود.